# 안드로이드 이클레어
안드로이드 이클레어(Android Eclair, 안드로이드 2.0~2.1)는 구글이 개발한 안드로이드 모바일 운영체제의 코드명이며 안드로이드 운영 체제 중에는 5번째, 안드로이드 주요 릴리스 중에는 2번째이다. 2009년 10월 26일 공개된 안드로이드 2.1은 안드로이드 1.6 도넛의 상당한 변화를 기반으로 두고 개발되었다. 2021년 9월 27일을 기점으로 구글은 더 이상 안드로이드 2.3.7 진저브레드 이하에서 구동되는 안드로이드 장치의 로그인을 허용하지 않는다. 로그인을 위해서는 안드로이드 3.0(태블릿) 또는 4.0(전화 및 태블릿)이 필요하다.

## 같이 보기
- 안드로이드 버전 역사
- 아이폰 OS 3
- 윈도우 7
- 맥 OS X 스노 레퍼드